# Zapasy na Letnich Igrzyskach Olimpijskich 1960 – kategoria do 67 kg w stylu wolnym
Zmagania mężczyzn do 67 kg to jedna z ośmiu męskich konkurencji w zapasach w stylu wolnym rozgrywanych podczas Letnich Igrzysk Olimpijskich 1960. Pojedynki w tej kategorii wagowej odbyły się w dniach 1 – 6 września.
Punktacja opierała się na systemie "złych punktów karnych". Zwycięzca otrzymywał zero punktów za wygraną przez "tusz" (łopatki), a jeden punkt za wygraną na punkty. Dwa punkty przyznawano zawodnikom za remis. Za porażkę na punkty zawodnik otrzymywał trzy punkty, a za przegraną na łopatki przyznawano 4 punkty karne. Uzyskanie sześciu lub więcej punktów eliminowało zapaśnika z turnieju. Najlepsza trójka walczyła w rundzie finałowej. 

## Klasyfikacja[1]
| Pozycja | Nazwisko            | Kraj              |
| ------- | ------------------- | ----------------- |
| 1       | Shelby Wilson       | Stany Zjednoczone |
| 2       | Władimir Siniawski  | ZSRR              |
| 3       | Enju Wyłczew        | Bułgaria          |
| 4       | Bong Ug-won         | Korea Południowa  |
| 4       | Moustafa Tajiki     | Iran              |
| 6       | Garibaldo Nizzola   | Włochy            |
| 7       | Martti Peltoniemi   | Finlandia         |
| 8       | Hayrullah Şahin     | Turcja            |
| 8       | Kazuo Abe           | Japonia           |
| 8       | Ray Lougheed        | Kanada            |
| 11      | Tony Ries           | ZPA               |
| 12      | Muhammad Ashraf-Din | Pakistan          |
| 12      | Roger Bielle        | Francja           |
| 12      | Mario Tovar         | Meksyk            |
| 15      | Parkash Gian        | Indie             |
| 16      | Nazem Amine         | Liban             |
| 17      | Kenny Stephenson    | Wielka Brytania   |
| 17      | Horst Bergmann      | Niemcy            |
| 17      | José Yáñez          | Kuba              |
| 20      | Rafael Durán        | Wenezuela         |
| 20      | Nick Stamulus       | Australia         |
| 20      | Gyula Tóth          | Węgry             |
| 20      | Jan Kuczyński       | Polska            |
| 24      | Amir Jan Khalunder  | Afganistan        |

## Wyniki

### Pierwsza runda[2]
| Zwycięzca          | Punkty karne | Wynik     | Przegrany           | Punkty karne |
| ------------------ | ------------ | --------- | ------------------- | ------------ |
| Tony Ries          | 1            | Na punkty | Mario Tovar         | 3            |
| Bong Ug-won        | 1            | Na punkty | Rafael Durán        | 3            |
| Ray Lougheed       | 1            | Na punkty | Roger Bielle        | 3            |
| Nazem Amine        | 1            | Na punkty | Kenny Stephenson    | 3            |
| Moustafa Tajiki    | 0            | Łopatki   | Muhammad Ashraf-Din | 4            |
| Hayrullah Şahin    | 0            | Łopatki   | Nick Stamulus       | 4            |
| Garibaldo Nizzola  | 0            | Łopatki   | Amir Jan Khalunder  | 4            |
| Enju Wyłczew       | 1            | Łopatki   | Horst Bergmann      | 3            |
| Władimir Siniawski | 1            | Na punkty | Jan Kuczyński       | 3            |
| Kazuo Abe          | 1            | Na punkty | Gyula Tóth          | 3            |
| Shelby Wilson      | 1            | Na punkty | Parkash Gian        | 3            |
| Martti Peltoniemi  | 1            | Na punkty | José Yáñez          | 3            |

### Druga runda[3]
| Zwycięzca           | Punkty karne | Wynik     | Przegrany          | Punkty karne |
| ------------------- | ------------ | --------- | ------------------ | ------------ |
| Mario Tovar         | 3            | Łopatki   | Rafael Durán       | 7            |
| Bong Ug-won         | 2            | Na punkty | Tony Ries          | 4            |
| Ray Lougheed        | 2            | Na punkty | Kenny Stephenson   | 6            |
| Roger Bielle        | 3            | Łopatki   | Nazem Amine        | 5            |
| Muhammad Ashraf-Din | 5            | Na punkty | Nick Stamulus      | 7            |
| Moustafa Tajiki     | 1            | Na punkty | Hayrullah Şahin    | 3            |
| Enju Wyłczew        | 1            | Łopatki   | Amir Jan Khalunder | 8            |
| Garibaldo Nizzola   | 1            | Na punkty | Horst Bergmann     | 6            |
| Władimir Siniawski  | 1            | Łopatki   | Gyula Tóth         | 7            |
| Kazuo Abe           | 1            | Łopatki   | Jan Kuczyński      | 7            |
| Shelby Wilson       | 2            | Na punkty | Martti Peltoniemi  | 4            |
| Parkash Gian        | 4            | Na punkty | José Yáñez         | 6            |

### Trzecia runda[4]
| Zwycięzca           | Punkty karne | Wynik     | Przegrany       | Punkty karne |
| ------------------- | ------------ | --------- | --------------- | ------------ |
| Bong Ug-won         | 3            | Na punkty | Mario Tovar     | 6            |
| Tony Ries           | 5            | Na punkty | Ray Lougheed    | 5            |
| Muhammad Ashraf-Din | 6            | Na punkty | Roger Bielle    | 6            |
| Moustafa Tajiki     | 1            | Łopatki   | Nazem Amine     | 9            |
| Garibaldo Nizzola   | 3            | Remis     | Hayrullah Şahin | 5            |
| Władimir Siniawski  | 2            | Na punkty | Enju Wyłczew    | 4            |
| Shelby Wilson       | 3            | Na punkty | Kazuo Abe       | 4            |
| Martti Peltoniemi   | 5            | Na punkty | Parkash Gian    | 7            |

### Czwarta runda[5]
| Zwycięzca         | Punkty karne | Wynik     | Przegrany          | Punkty karne |
| ----------------- | ------------ | --------- | ------------------ | ------------ |
| Moustafa Tajiki   | 1            | Łopatki   | Tony Ries          | 9            |
| Bong Ug-won       | 4            | Na punkty | Ray Lougheed       | 8            |
| Enju Wyłczew      | 5            | Na punkty | Hayrullah Şahin    | 8            |
| Garibaldo Nizzola | 3            | Łopatki   | Kazuo Abe          | 8            |
| Shelby Wilson     | 4            | Na punkty | Władimir Siniawski | 5            |
| Martti Peltoniemi | 5            | Bez walki |                    |              |

### Piąta runda[6]
| Zwycięzca          | Punkty karne | Wynik     | Przegrany         | Punkty karne |
| ------------------ | ------------ | --------- | ----------------- | ------------ |
| Bong Ug-won        | 5            | Na punkty | Martti Peltoniemi | 8            |
| Enju Wyłczew       | 5            | Łopatki   | Moustafa Tajiki   | 5            |
| Władimir Siniawski | 5            | Łopatki   | Garibaldo Nizzola | 7            |
| Shelby Wilson      | 4            | Bez walki |                   |              |

### Szósta runda[7]
| Zwycięzca          | Punkty karne | Wynik     | Przegrany       | Punkty karne |
| ------------------ | ------------ | --------- | --------------- | ------------ |
| Shelby Wilson      | 5            | Na punkty | Moustafa Tajiki | 8            |
| Enju Wyłczew       | 6            | Na punkty | Bong Ug-won     | 9            |
| Władimir Siniawski | 5            | Bez walki |                 |              |